# Wilmer López
Pour les articles homonymes, voir López et Arguedas (homonymie).
Wilmer Andrés López Arguedas, né le 8 mars 1971, est un footballeur international costaricien.